# بيتر بينبريج
بيتر بينبريج (بالإنجليزية: Peter Bainbridge)‏ (30 يناير 1958 في المملكة المتحدة - ) هو لاعب كرة قدم بريطاني في مركز الدفاع. لعب مع نادي ميدلزبره ونادي هارتلبول يونايتد ونادي يورك سيتي وويتبي تاون ‏ وسيلبي تاون ‏ ودارلينجتون إف سى.